# 古伝骨法体術源流天心流
古伝骨法体術源流天心流（こでんこっぽうたいじゅつげんりゅうてんしんりゅう）は骨法術の一流派。
骨法体術以外に裏念流刀法・棒術・乳切木・二丁鎌、そして独鈷などの密教法具、鉄扇術、その他様々な武器術を伝承している。現在は大日本武徳会に所属、日本古式武道協会・拳刀会として活動。本部道場は大阪府大阪市北区にある。
伝書や巻物の類はほとんど存在しないが、骨法の源流としている。

## 略歴
江戸時代末期の中興の祖14世宗家・巴天心が自流のルーツを調査研究し、その時流儀名を古伝骨法体術源流孤流天心流と名付けたとされる。その後、現在の流儀名“古伝骨法体術源流天心流”になったとされている。15世宗家・中村天心を経て、16世宗家・古賀天心が九州の地で継承〜全国から剣術家・古武道家・空手家など様々な武術家の重鎮・大家が訪れ交流した。
そして戦後、幼少の頃より九州の16世・古賀天心の元で武術を修行・習得した17世宗家・田中天心（拳正）が大阪の地で継承〜現在に至る。

## 特色
- 骨法体術とは、古伝骨法術・古流唐手（尚手）・柔術・武器術などその他様々な武術が融合しており、東洋道義である点・線・円、そして角を基本とした動きの中で活殺を行う事から発達した武術である。

- 裏念流刀法とは、古代より伝わる甲冑武者を相手とした太刀抜を基本とした刀法を現在に継承するものである。その特徴は長剣で重量のある刀を自由自在に使い、『投げ』、如何なる形にあっても、試斬できる法を今も伝承しており、帯刀せずして太刀持ちをして、行った形が今もなお残っている。初伝の間は様々な立ち方から体の移動（歩み）で、自分の重心のあり方・移動を覚える。

- 骨法のルーツはインドまたは中国にあるともいう。

## 現在の状況
各地で行われる様々な古武道大会・神社などの奉納演武に出場している。

## 参考資料
- 月刊・秘伝 2000年12月号（BABジャパン）